# Christian Kellens
Christian Kellens (* 18. Januar 1925 in Andenne; † 31. Dezember 2019) war ein belgischer Musiker des Modern Jazz (Posaune, Bassposaune, Baritonhorn, Tuba).

## Leben und Wirken
Kellens lernte zunächst Mundharmonika, ab 1945 autodidaktisch Posaune. 1949 und 1951 gehörte er zur Band von Jack Sels, mit der auch erste Aufnahmen entstanden. Dann spielte er bei Jack Diéval, Bobby Jaspar, Jean-Pierre Sasson, Martial Solal und Lalo Schifrin (1954), in den darauf folgenden Jahren bei Henri Renaud, Carlo Bohländer, Fred Bunge und Aimé Barelli, bevor er 1957 und 1958 Mitglied des Orchesters Kurt Edelhagen wurde. 1958 spielte er auch auf dem Newport Jazz Festival, um dann bei Sels, Diéval und Fats Sadi zu arbeiten. 1960 und 1961 gehörte er zum Oktett von Kenny Clarke und Francy Boland. Dann heiratete er nach Argentinien, wo er sein eigenes Quintett leitete, aber auch mit Oscar Alemán, Marito Consentino, Jorge Anders und Alberto Favero aufnahm. Später kehrte er nach Belgien zurück.
Kellens ist auf Alben mit Edelhagen, Christian Chevallier (Formidable, 1955) der Newport International Band, Karl Drewo,  der Kenny Clarke/Francy Boland Big Band (Now Hear Our Meanin’ 1961, 1963) und Jean-Luc Ponty zu hören. Im Bereich des Jazz war er laut Tom Lord zwischen 1951 und 1977 an 33 Aufnahmesessions beteiligt.

## Diskografische Hinweise
- Henri Renaud Sextet (Vogue, 1959, mit Jean-Louis Chautemps, René Thomas, Benoît Quersin, Jacques David u. a.)
- Francy Boland The Golden Eight (Blue Note 1961, mit Dusko Goykovich, Karl Drewo, Derek Humble, Raymond Droz, Jimmy Woode, Kenny Clarke)

## Lexikalischer Eintrag
- Carlo Bohländer, Karl Heinz Holler: Reclams Jazzführer (= Reclams Universalbibliothek. Nr. 10185/10196). Reclam, Stuttgart 1970, ISBN 3-15-010185-9.